# Pyrinia diffundaria
Pyrinia diffundaria là một loài bướm đêm trong họ Geometridae.